# Alain Rochat
Alain Rochat (* 1. Februar 1983 in Saint-Jean-sur-Richelieu, Kanada) ist ein Schweizer ehemaliger Fussballspieler.

## Karriere
Der in Kanada geborene Abwehrspieler kam 2006 von Stade Rennes zum FC Zürich.
Rochat war Captain der U21-Nationalmannschaft der Schweiz.
Zuletzt war er während einer Saison für den FC Lausanne-Sport in der Super League tätig und kam dabei zu 30 Einsätzen, in denen er einen Treffer erzielte. Im Sommer 2018 kehrte er zu seinem Jugendverein FC Grandson-Tuileries zurück, wo sein Sohn Nathéo in der D-Jugend spielt.

## Erfolge
- Schweizer Meister: 2007, 2009